# Brad Schumacher
Bradley ("Brad") Darrell Schumacher (ur. 6 marca 1974) – amerykański pływak i piłkarz wodny. Dwukrotny złoty medalista olimpijski z Atlanty.
Specjalizował się w stylu dowolnym. Igrzyska w 1996 były jego pierwszą olimpiadą, startował na niej w konkurencjach pływackich. Był członkiem dwóch złotych amerykańskich sztafet kraulowych 4x100 i 4x200 metrów. Cztery lata później brał udział z reprezentacją USA w turnieju piłki wodnej.